# Gelida (kommunhuvudort)
Gelida är en kommunhuvudort i Spanien.   Den ligger i provinsen Província de Barcelona och regionen Katalonien, i den östra delen av landet, 500 km öster om huvudstaden Madrid. Gelida ligger 252 meter över havet och antalet invånare är 5 750.
Terrängen runt Gelida är kuperad åt sydost, men åt nordväst är den platt. Terrängen runt Gelida sluttar norrut. Runt Gelida är det tätbefolkat, med 276 invånare per kvadratkilometer. Närmaste större samhälle är Terrassa, 19,4 km nordost om Gelida. 